# Mariekeks

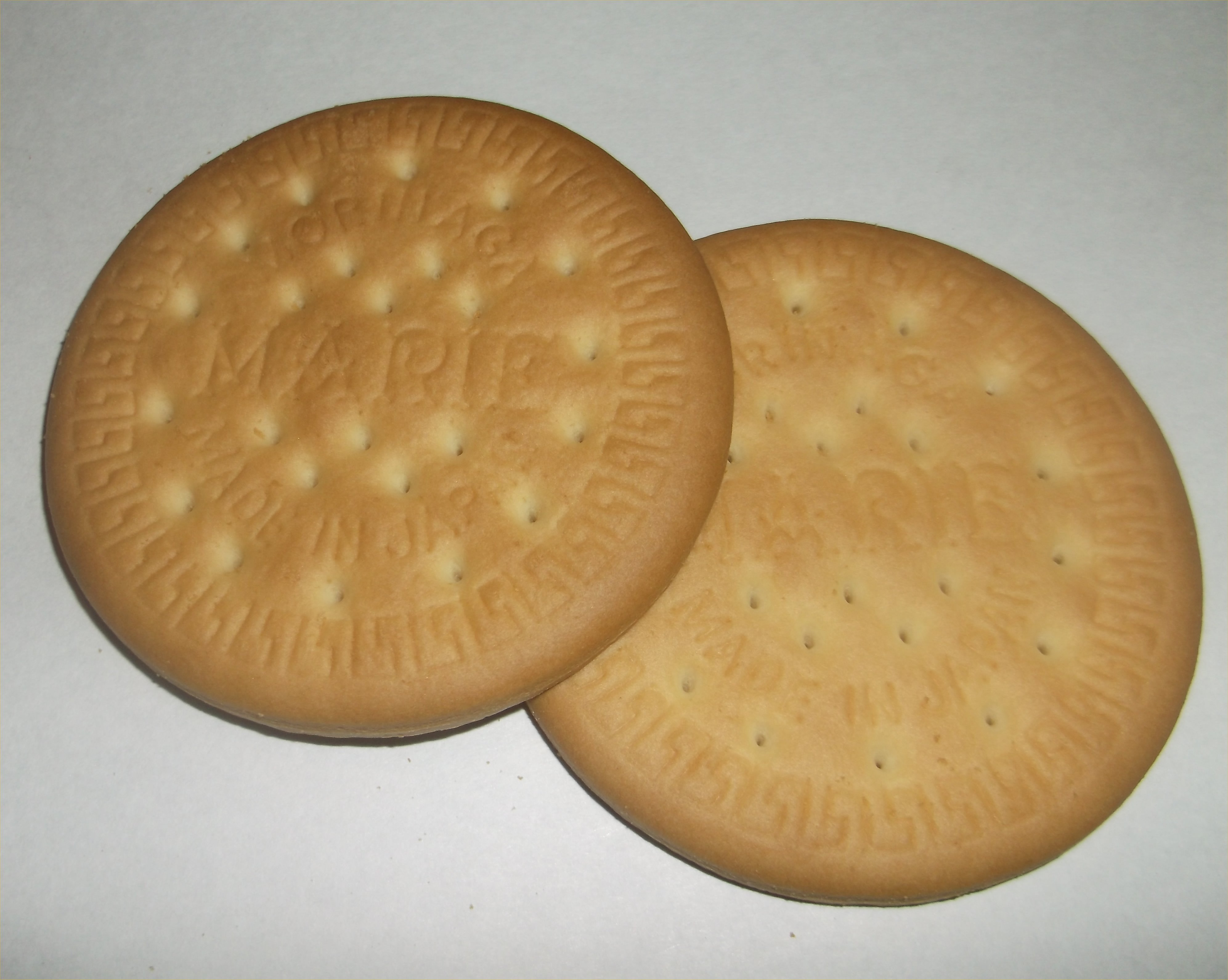
Japanische Mariekekse

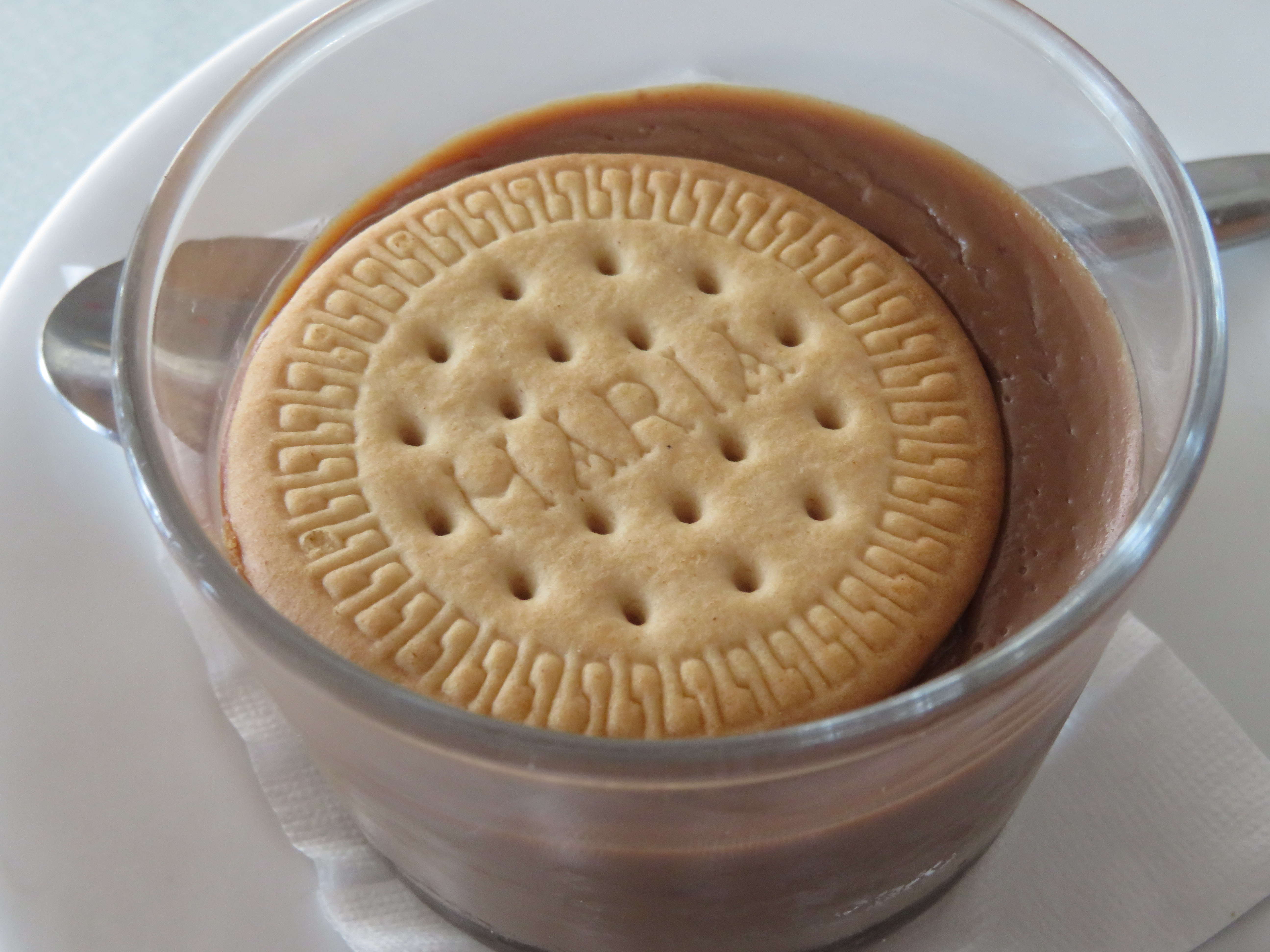
Maria-Keks überzieht und dekoriert ein Schokoladendessert (Spanien)

Der Mariekeks (auch Mariakeks) ist ein süßer Hartkeks mit Vanillegeschmack. Er ist bekannt als Teegebäck, wird aber auch zu Kaffee oder Kakao gereicht. Darüber hinaus ist der Mariekeks Bestandteil zahlreicher Süßspeisen und Kuchen.
Der traditionell runde Mariekeks besitzt eine leichte, knusprige Textur. Seine glatte, feste Oberfläche ist von blassgoldener Farbe. Auf seiner Vorderseite trägt der Keks mittig den geprägten Schriftzug „Marie“ oder „Maria“, während sein Rand mit einem Mäanderornament verziert ist. Größe und Gewicht variieren je nach Hersteller. Der Teig des Mariekekses besteht aus Weizenmehl, Pflanzenfett (Palm- oder Sonnenblumenöl), Zucker, Salz, Vanille und einem Backtriebmittel. Weitere Zutaten können abhängig vom Hersteller zum Beispiel Glukosesirup, Milch, Eier oder Butter sein.
Der Mariekeks wurde 1874 in London vom Familienunternehmen Peek Freans kreiert und nach Großherzogin Maria Alexandrowna von Russland anlässlich ihrer Eheschließung mit Prinz Alfred I. von Sachsen-Coburg-Gotha, dem Sohn der britischen Königin Victoria, benannt. Der Keks erlangte rasch eine große Popularität und verbreitete sich im britischen Mutterland und den Kolonien. Bald wurde er von anderen Herstellern in ganz Europa und Teilen Amerikas produziert.
Mariekekse werden weltweit von zahlreichen Herstellern produziert. Im Vereinigten Königreich sind die größten Produzenten Crawford’s und McVitie’s, in Indien Disha Foods, Bonn Food Industries, Britannia Industries und ITC Limited, in Pakistan English Biscuit Manufacturers. In Spanien hat das heute zu Mondelēz International gehörende Fontaneda die Mariekekse in den 1930er Jahren populär gemacht. Wichtige Hersteller sind in den USA Goya Foods und in Kanada President’s Choice.